# Korgsidenbi
Korgsidenbi, Colletes similis, är ett bi som är medlem av familjen korttungebin och släktet sidenbin.

## Beskrivning
Arten har en svart grundfärg med rödbrun päls på huvudet och mellankroppens ovansida, medan undersidan är krämfärgad. På bakkroppen har tergiternas bakkanter breda, täta, vitaktiga hårband utom på den första tergiten, där hårbandet är ersatt av en hårfläck på vardera sidan. I övrigt finns nästan ingen behåring på bakkroppen. Förväxlingsarter är väggsidenbi och hedsidenbi. Kroppslängden är 8 till 10 mm.

## Ekologi
Korgsidenbiet föredrar habitat som hedar och andra gräsmarker, gärna på kalkjord, glesa skogar, buskterräng, backar, vägkanter, ruderatområden som bangårdar och övergivna sand- och grustag samt klippstränder och dyner. Flygtiden varar från juni till september. Arten är specialiserad på korgblommiga växter som pollenkälla, framför allt renfana. För att hämta nektar är den mindre specialiserad, och besöker rosväxter som brudbröd; resedaväxter som gulreseda; flockblommiga växter som strätta, vild morot och björnloka; klockväxter som Bryonia dioica och blåmunkar, törelväxter som törel samt korgblommiga växter som renfana, korsörter, krisslor, loppört, röllikesläktet, fibblor, höstfibbla, åkertistel, molke och mariatistel.
Larvbona grävs ut i lerbranter och på vegetationsfattga, sandiga områden; de kan bli parasiterade av ängsfiltbi. Ängsfiltbiets hona lägger i sådana fall ägg i korgsidenbiets larvceller, ett i varje. Den resulterande filtbilarven har kraftiga käkar i den första larvfasen, så att den kan döda värdlarven och ostört leva av den insamlade födan.

## Utbredning
Arten finns i större delen av Europa från de Brittiska öarna (främst Irland, Wales, och England) samt den Iberiska halvön i väster, över Turkiet, Mellanöstern och Centralasien till västra Kina i öster, samt från de södra delarna av Norden i norr till Medelhavsområdet inklusive Nordafrika i söder.
I Sverige förekommer arten från Skåne till Medelpad och Jämtland inklusive Öland och Gotland.'
I Finland finns arten från Åland och sydkusten norrut till Österbotten, Norra Savolax och Norra Karelen, med ett fåtal observationer längre norrut (i västra Norra Österbotten, nära Uleåborg).

## Status
Arten är inte rödlistad vare sig globalt, i Sverige eller Finland, utan klassificerad som livskraftig (LC) i alla tre fallen.